# Пени на М.А.Р.С.-у
Пени на М.А.Р.С.-у (енгл. Penny on M.A.R.S.) је телевизијска серија на енглеском језику која емитује од 7. маја 2018. године на италијанском Дизни каналу. Представља спин-оф италијанске серије Алекс и друштво.
У Србији, Црној Гори, Републици Српској и Северној Македонији серија је премијерно приказана 14. јануара 2019. године на Дизни каналу, титлована на српски језик. Титлове је радио студио Ес-Ди-Ај мидија. Српски титлови немају DVD издања.

## Радња
Пени пролази аудицију како би се уписала у М.А.Р.С. средњу школу, једна од најексклузивнијих школа извођачке уметности на свету. М.А.Р.С. има строга правила и веома је конкурентан, Пени и њени школски другови морају проћи дневни тест. Али Пени је посебна, има тајну која мора да чува од свих: она је кћерка Бакије, једне од највећих поп звезда у овом тренутку, која је успела да сакрије своју кћерку од свих тако што ју је уписала у интернат у Швајцарској да би могла да има „нормално” детињство и да не омета њену каријеру.
Сада Пени одраста и жели да прати свој сан: похађа М.А.Р.С. заједно са Камилом, њеном најбољом пријатељицом и коначно живи као и све девојке њених година. Зато се пријављује за М.А.Р.С. са лажним именом, она жели да тестира свој таленат и постане позната због себе, без потребе да се носи са мајчиним гломазним успехом.
Једина особа на М.А.Р.С.-у ко зна њен прави идентитет је Камила. Они су као сестре и ништа их не може одвојити, или су то мислили док се не заљубе у истог дечака у школи, шармантног Себастијана. Док она прати свој сан, Пени ће такође морати да реши мистерију: сазнати ко је њен отац.